# Zillertal
Zillertal je jižní boční údolí Innu v rakouské spolkové zemi Tyrolsko.
V údolí se nachází oblast zimních sportů, známá jako Zillertal Arena, ve které je přibližně 150 kilometrů sjezdovek a více než 50 vleků, které přepraví přes 85 000 lidí za hodinu.

## Geografie
Zillertal odbočuje z Inntalu asi 40 km východně od Innsbrucku, poblíž Jenbachu. Své jméno má podle řeky Ziller, která jím protéká od jihu k severu a vlévá se do Innu u obce Strass im Zillertal. V užším slova smyslu se údolí táhne od této obce až po Mayrhofen. Je nejširším z jižních bočních údolí Innu a na rozdíl od ostatních bočních údolí je poměrně rovinaté – výškový rozdíl od ústí Zilleru u Strass im Zillertal do Mayrhofenu je pouze 100 m na vzdálenost 32 km; charakter údolí je tedy podobný jako v údolí Inntal.
Polovina šířky dna údolí byla až do poloviny 19. století bažinatá, teprve v souvislosti s regulací Zilleru a výstavby nádrží byla většina údolí odvodněna a rekultivována.
U Mayrhofenu se údolí rozděluje do menších údolí, která jsou všechna vysoká, většinou velmi úzká a lemovaná vysokými horami.
Údolí odděluje Tuxské Alpy na západě od Kitzbühelských Alp na východě. Na jihu, na hranici s Jižním Tyrolskem, leží Zillertalské Alpy s hlavním Zillertalským hřebenem.
V Zillertalu a jeho bočních údolích se nachází 25 obcí, které patří do okresu Schwaz. Největší obce jsou Fügen a Mayrhofen. Hospodářským, správním a školským centrem údolí je Zell am Ziller.

## Klima
Zillertal má vnitroalpské údolní klima a leží v přechodové oblasti od suchého klimatu Ötztalských a Stubaiských Alp k vlhčímu klimatu Zillertalských Alp a Vysokých Taur. Typickými rysy jsou výrazná teplotní amplituda, hodně slunce v zimě, slabý vítr a téměř žádná mlha. Průměrné roční srážky v Zell am Ziller jsou 1070 mm a v Mayrhofenu 1044 mm.

## Galerie

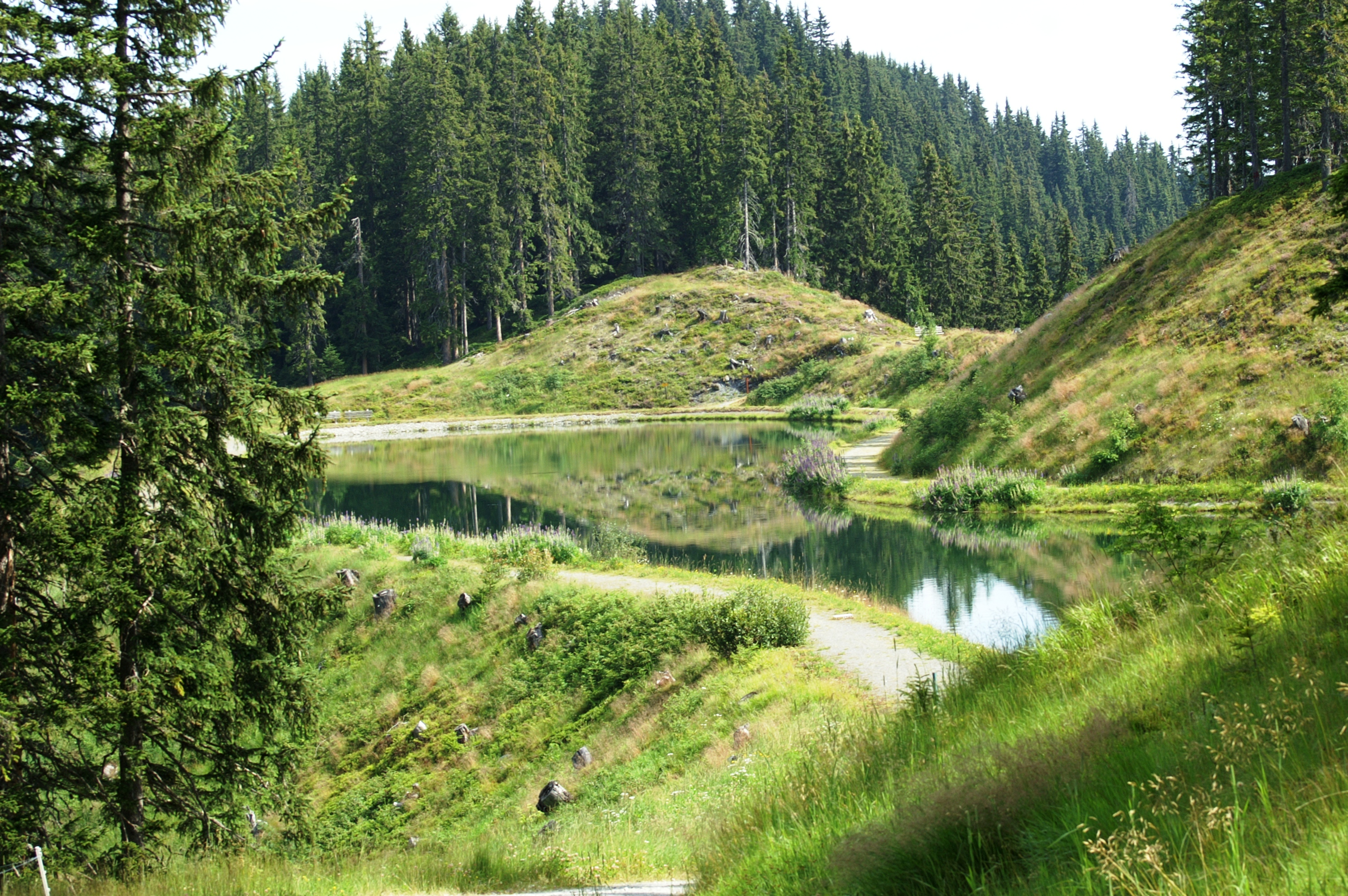
Jezero Arzjoch poblíž Fügenu
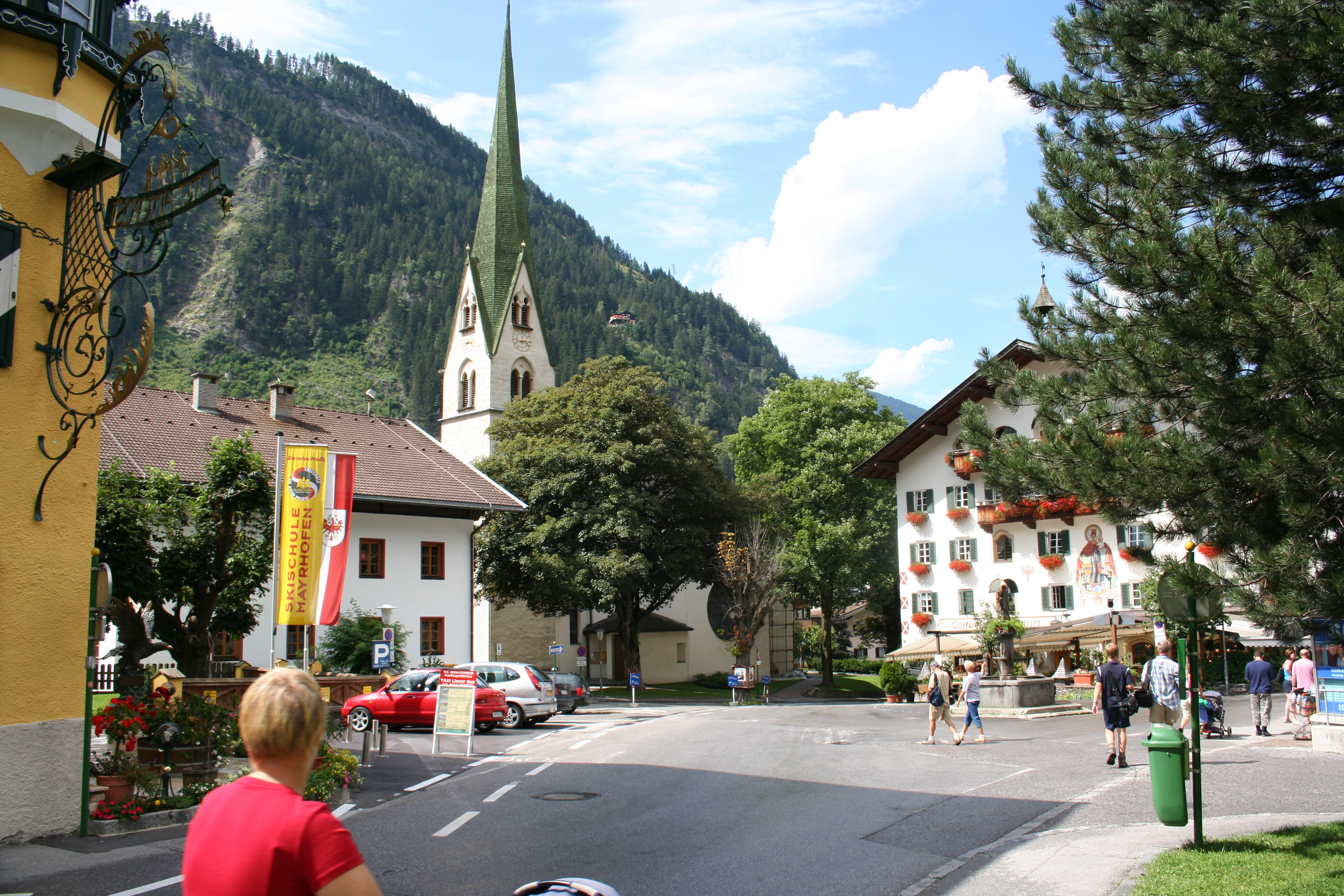
Náves v Mayrhofenu
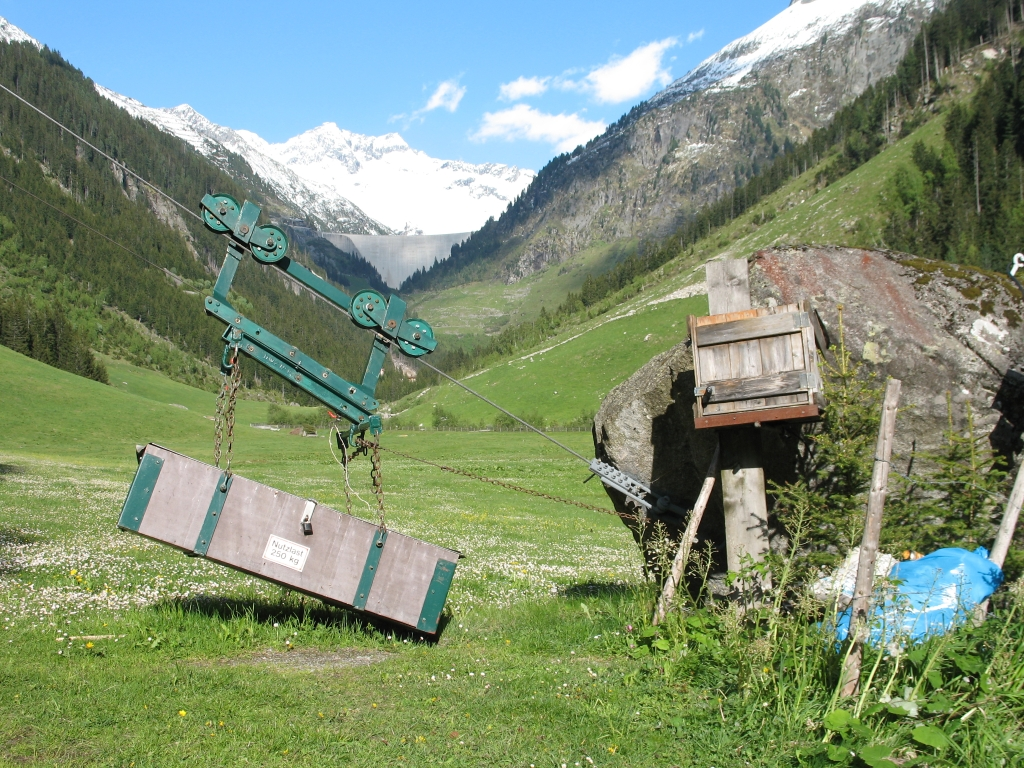
Lanovka pro přepravu materiálu, Zillergrund
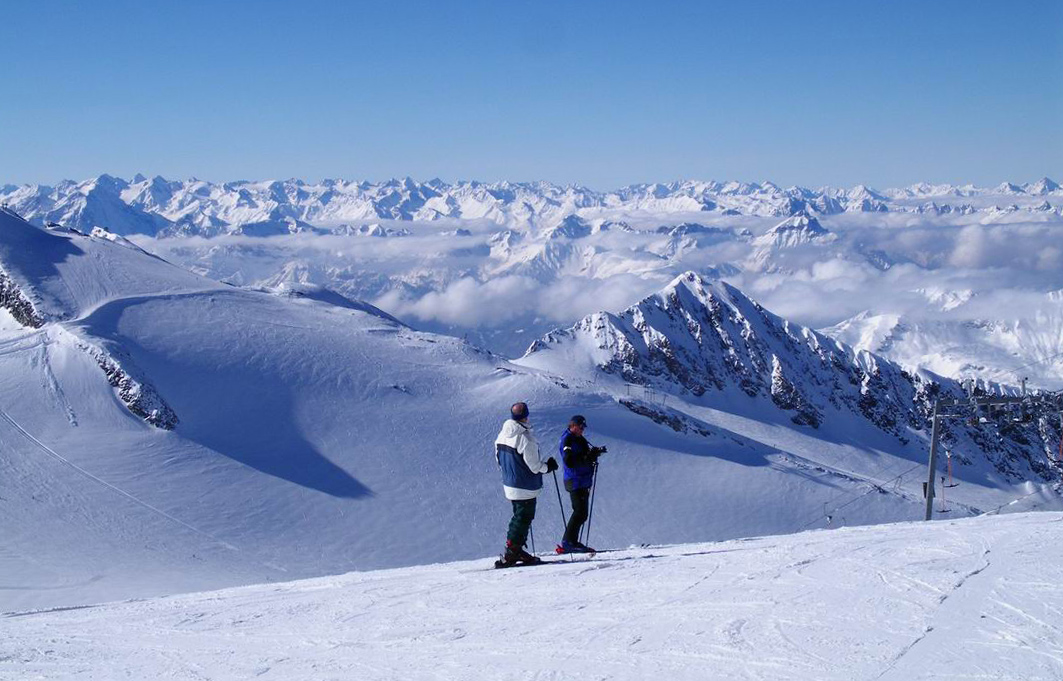
Pohled z ledovce Hintertux směrem na západ
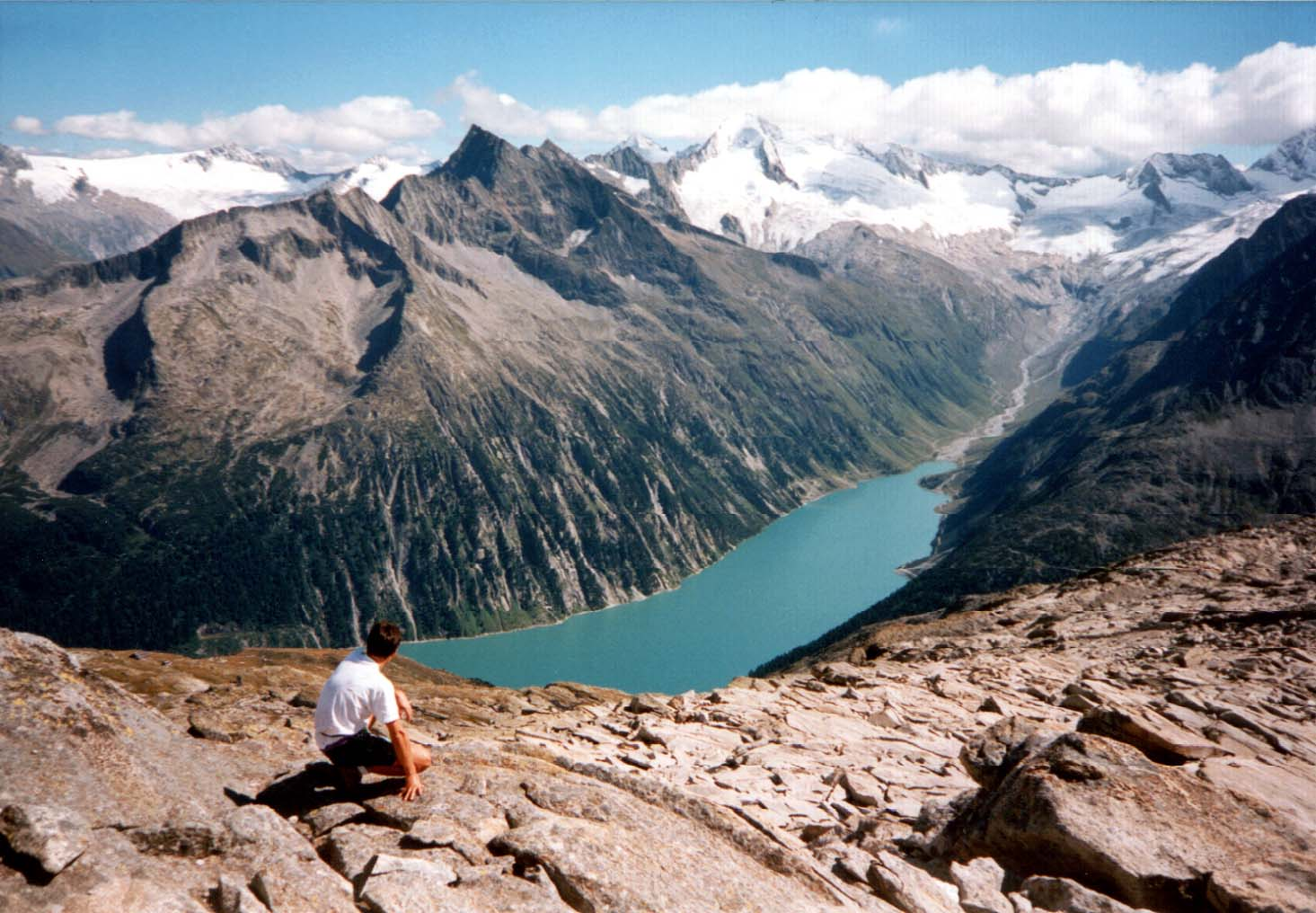
Přehrada Schlegeis
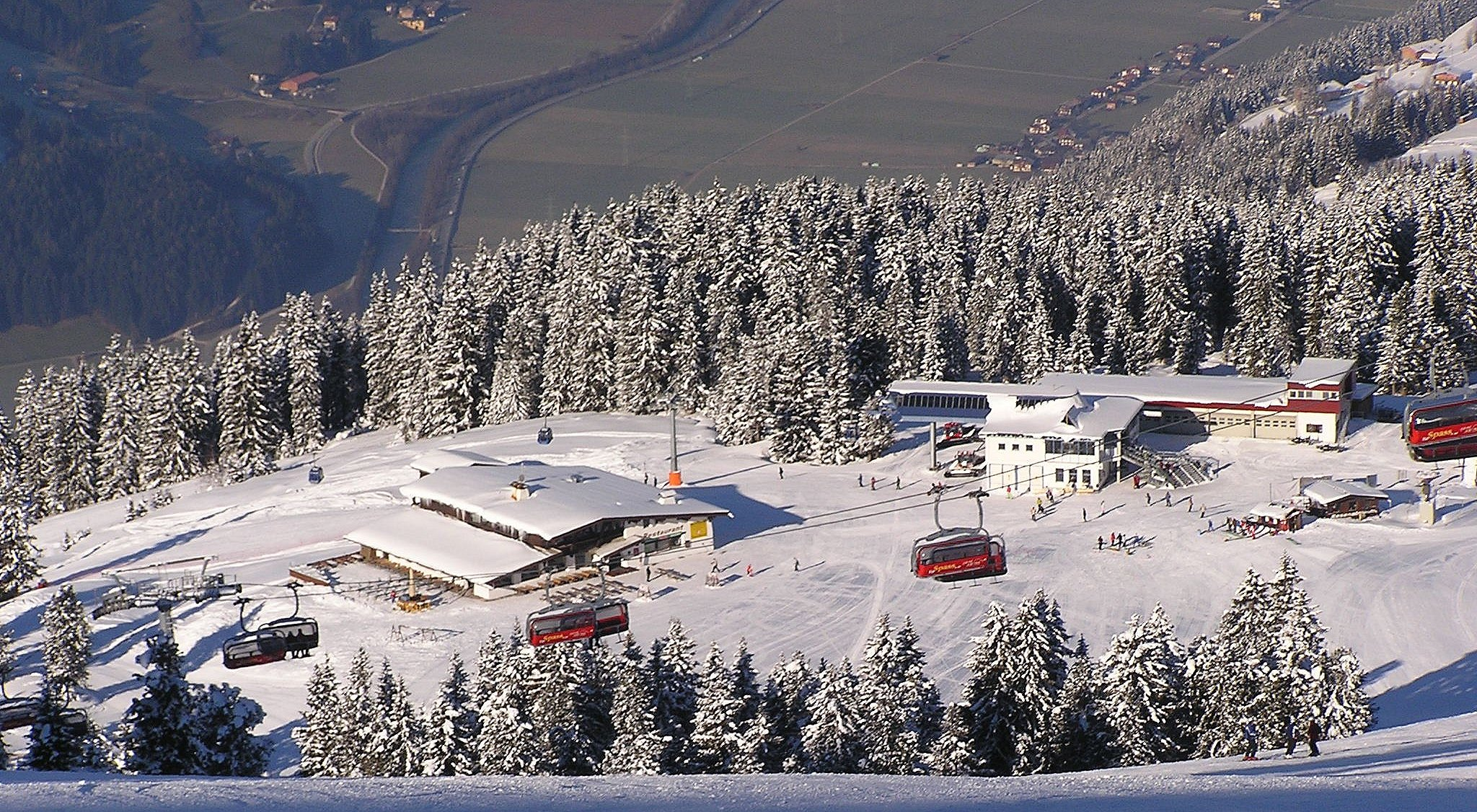
Zillertal Arena, lanovky u Rosenalmu